# International Journal of Agriculture and Natural Resources
International Journal of Agriculture and Natural Resources  (anteriormente,Ciencia e Investigación Agraria) es una publicación científica de la Facultad de Agronomía e Ingeniería Forestal de la Pontificia Universidad Católica de Chile, abierta a colaboraciones originales. 
La Misión de la Revista es difundir el conocimiento científico mediante la publicación de artículos de investigación, notas de investigación, ensayos, actualidad científica y tecnológica, comentarios de libros, cartas al editor y revisiones de literatura, en temas silvoagropecuarios y ambientales, que representen un aporte al conocimiento científico y tecnológico del área respectiva.
A través de su versión electrónica, distribuye sus contenidos publicados desde el año 2000 en la red del proyecto SciELO y, a través de su sitio oficial, ofrece los artículos publicados.
Desde el 1 de enero de 2020, la revista cambió su nombre a International Journal of Agriculture and Natural Resources – (IJANR)